# 白石站 (莫斯科中央环线)
白石站（羅馬化：Belokamennaya），是莫斯科中央环线的一个车站。命名来源不详。开通于2016年9月10日。车站有2个侧式站台。车站位于駝鹿島國家公園内，无可换乘的地铁和铁路线路。